# Mušić
Pour les articles homonymes, voir Music.
Mušić (en serbe cyrillique : Мушић) est un village de Bosnie-Herzégovine. Il est situé dans la municipalité de Kupres, dans le canton 10 et dans la fédération de Bosnie-et-Herzégovine. Selon les premiers résultats du recensement bosnien de 2013, il compte 24 habitants.

## Démographie

### Évolution historique de la population
| 1948 | 1953 | 1961 | 1971 | 1981 | 1991 | 2013 |
| ---- | ---- | ---- | ---- | ---- | ---- | ---- |
| -    | -    | 265  | 277  | 229  | 159  | 24   |

|  |

### Répartition de la population par nationalités (1991)
En 1991, les 159 habitants du village étaient tous serbes.